# Renault AEMD
Pour les articles homonymes, voir AEM.
Le Renault AEMD (code projet AEM, D désignant la motorisation Diesel) est un autocar conçu par Renault en 1936 et produit de 1937 à 1939,. Il est équipé d'un moteur 6 cylindres de 150 ch.